# Irene Reid
Irene Reid (Savannah, 23 september 1930 - New York, 4 januari 2008) was een Amerikaanse jazz-zangeres.
Reid zong in de kerk en op highschool en ging in 1947 naar New York, waar ze vijf achtereenvolgende weken een talentenwedstrijd won in Apollo Theater. Kort daarna werd ze aangenomen door Dick Vance die in de Savoy Ballroom speelde, en zong daar van 1948 tot 1950. In 1961 werd ze zangeres bij Count Basie, waarmee ze toerde en ook platen opnam (1961-1962). Na haar vertrek maakte ze verschillende platen voor MGM en Verve. Met albums als "Room For One More" (met onder meer Oliver Nelson, Thad Jones en Kenny Burrell) en "It's Too Late" werd ze ook bekend. Haar roem nam af in de jaren zeventig, maar eind jaren tachtig maakte ze een comeback. Ze trad verschillende keren op op het Savannah Jazz Festival en bracht tot 2004 platen uit op Savant Records.
Haar zang werd door verschillende diskjockeys met succes gesampeld: in 2001 door het duo Beginerz (de clubhit "Reckless Girl") en in 2009 door Lil' Kim (in de hit "I Came Back For You").

## Discografie (selectie)
- It's Only the Beginning for Irene Reid, MGM, 1963
- Room For One More, 1965
- It's Too Late, Verve, 1966
- A Man Only Does (What a Woman Makes Him Do), Verve, 1967
- Million Dollar Secret, Savant, 1997
- Thanks To You (opnames 1990), Savant, 2004